# Arnold Hug
Arnold Hug (* 26. Mai 1832 in Buch am Irchel, Kanton Zürich; † 17. Juni 1895 in Zürich) war ein Schweizer Altphilologe.

Arnold Hug

## Leben
Arnold Hug studierte ab 1850 in Zürich und Bonn. In Bonn wurde er 1855 mit der Dissertation Observationes criticae in Cassium Dionem promoviert wurde. Im selben Jahr ging er als Hilfslehrer nach Stettin. 1856 wurde er Lehrer und später Prorektor am Gymnasium in Winterthur (bis 1869). Ab 1866 war er Privatdozent in Zürich und ab 1869 ordentlicher Professor der klassischen Philologie.

## Herausgegebene Werke
- Äneas: Tacticus. Leipzig (1874)
- Platon: Symposion mit Anmerkungen  (2. Aufl., das. 1884)
- Xenophon: Anabasis (1878); dazu Commentatio de Xenophontis Anabaseos codice C (1878) und Kyropädie (1883).

## Werke
- Äneas von Stymphalos, ein arkadischer Schriftsteller aus klassischer Zeit. Zürich 1878
- Studien aus dem klassischen Altertum.  Freiburg 1881, Heft 1